# Единый народно-освободительный фронт Югославии
Народно-освободительный фронт, сокращённо НОФ, также Единый народно-освободительный фронт (сербохорв. Јединствени народноослободилачки фронт / Jedinstveni narodnooslobodilački front ), сокращённо ЕНОФ — это созданные и управляемые КПЮ общественно-политические организации Югославии, образованные последовательно, по мере созревания условий  в зависимости от национальных и региональных различий во всех югославских землях с мая по декабрь 1944 года. В Словении организация народно-освободительного фронта сохранила традиционное название Освободительный фронт (ОФ). 5—7 августа 1945 года организации НОФ/ЕНОФ/ОФ объединены в Народный фронт Югославии.

## Структура
В состав Единого народно-освободительного фронта входили:
- Женский антифашистский фронт
- Аграрная партия
- Единый синдикат рабочих и викариев
- Югославская республиканская демократическая партия
- Народная крестьянская партия
- Независимая демократическая партия
- Социал-демократическая партия Югославии
- Социалистическая партия Югославии
- Объединённый союз антифашистской молодёжи Югославии
- Хорватская крестьянская партия

Существовали следующие краевые и областные организационные структуры народно-освободительного фронта:
| Название отделения                                 | Дата первого съезда | Область Югославии                 |
| -------------------------------------------------- | ------------------- | --------------------------------- |
| Единый народно-освободительный фронт Хорватии      | 18 мая 1944.        | Хорватия                          |
| Народно-освободительный фронт Боснии и Герцеговины | 3 июля 1944.        | Сански-Мост, Босния и Герцеговина |
| Народно-освободительный фронт Черногории           | 16 июля 1944        | Колашин, Черногория               |
| Объединённый народно-освободительный фронт Сербии  | 14 ноября 1944      | Сербия                            |
| Народно-освободительный фронт Македонии            | 26 ноября 1944      | Скопье, Северная Македония        |
| Народно-освободительный фронт Воеводины            | 11 декабря 1944     | Нови-Сад, Воеводина               |
| Народно-освободительный фронт Косова               | 11 и 12 апреля 1945 | Косово и Метохия                  |
| Освободительный фронт Словении                     | 15 и 16 июля 1945   | Словения                          |

## Создание Народного фронта Югославии
Организации НОФ/ЕНОФ/ОФ, которые формально существовали лишь в рамках каждой по отдельности из федеральных частей в составе Демократической Федеративной Югославии, преобразованы 5—7 августа 1945 года в Народный фронт Югославии на его I съезде в Белграде.